# 1. Tennis-Bundesliga (Herren) 2009
In der 38. Saison der Tennis-Bundesliga der Herren wurde 2009 die Mannschaft von TK Kurhaus Lambertz Aachen Deutscher Meister.
Der Erfurter TC Rot-Weiß, letztjähriger Tabellen-Vierter hatte in der Saison 2009 auf eine Teilnahme in der 1. Tennis-Bundesliga verzichtet und ist stattdessen in der 2. Tennis-Bundesliga Nord angetreten. So waren aus der letztjährigen 2. Tennis-Bundesliga Nord mit dem TV Espelkamp-Mittwald und dem Bremerhavener TV 1905 zwei Mannschaften in die höchste deutsche Spielklasse aufgestiegen. Beide Aufsteiger mussten aber 2009 sofort wieder absteigen.

## Spieltage und Mannschaften
| Spieltage                                    |
| -------------------------------------------- |
| 1. Spieltag: Fr., 3. Juli 2009, 13:00 Uhr    |
| 2. Spieltag: So., 5. Juli 2009, 11:00 Uhr    |
| 3. Spieltag: So., 12. Juli 2009, 11:00 Uhr   |
| 4. Spieltag: So., 19. Juli 2009, 11:00 Uhr   |
| 5. Spieltag: Fr., 24. Juli 2009, 13:00 Uhr   |
| 6. Spieltag: So., 26. Juli 2009, 11:00 Uhr   |
| 7. Spieltag: So., 2. August 2009, 11:00 Uhr  |
| 8. Spieltag: So., 9. August 2009, 11:00 Uhr  |
| 9. Spieltag: Sa., 15. August 2009, 13:00 Uhr |

| Mannschaften            |
| ----------------------- |
| Bremerhavener TV 1905   |
| ETuF Essen              |
| HTC Blau-Weiß Krefeld   |
| Kurhaus Lambertz Aachen |
| Rochusclub Düsseldorf   |
| TC Amberg am Schanzl    |
| TC Blau-Weiss Neuss     |
| TC Blau-Weiss Halle     |
| TK Grün-Weiss Mannheim  |
| TV Espelkamp-Mittwald   |

## Abschlusstabelle
|     | Mannschaft                  | Begegnungen | Punkte | Matches | Sätze | Spiele  |
| --- | --------------------------- | ----------- | ------ | ------- | ----- | ------- |
| 01. | Kurhaus Lambertz Aachen (M) | 9           | 16:2   | 40:14   | 89:38 | 607:442 |
| 02. | TC Blau-Weiss Halle         | 9           | 14:4   | 36:18   | 80:50 | 577:497 |
| 03. | Rochusclub Düsseldorf       | 9           | 12:6   | 35:19   | 80:51 | 560:483 |
| 04. | ETuF Essen                  | 9           | 09:9   | 25:29   | 61:67 | 509:540 |
| 05. | TC Amberg am Schanzl (N)    | 9           | 09:9   | 23:31   | 60:67 | 496:528 |
| 06. | TK Grün-Weiss Mannheim      | 9           | 08:10  | 27:27   | 65:64 | 567:530 |
| 07. | HTC Blau-Weiß Krefeld       | 9           | 07:11  | 22:32   | 54:74 | 526:571 |
| 08. | TC Blau-Weiss Neuss         | 9           | 06:12  | 23:31   | 54:76 | 495:566 |
| 09. | Bremerhavener TV 1905 (N)   | 9           | 05:13  | 20:34   | 46:74 | 464:556 |
| 10. | TV Espelkamp-Mittwald (N)   | 9           | 04:14  | 19:35   | 50:78 | 491:579 |

|                      |                                                                |
| Zum Saisonende 2008: |                                                                |
| (M)                  | Meister, Meister in der Vorsaison                              |
| (N)                  | Neuling, Aufsteiger aus der 2. Tennis-Bundesliga (Herren) 2008 |

| Zum Saisonende 2009:                                        |
| Meister Absteiger in die 2. Tennis-Bundesliga (Herren) 2010 |

## Mannschaftskader
| Pos. | Name                   |
| ---- | ---------------------- |
| 1    | Victor Crivoi          |
| 2    | Sergio Roitman         |
| 3    | Nicolás Massú          |
| 4    | Rui Machado            |
| 5    | Édouard Roger-Vasselin |
| 6    | Stefano Galvani        |
| 7    | Gabriel Moraru         |
| 8    | Antonio Pastorino      |
| 9    | Damián Patriarca       |
| 10   | Héctor Ruiz Cadenas    |
| 11   | Massimo Ocera          |
| 12   | Marcos Jiménez Letrado |
| 13   | Daniel Pfeiffer        |
| 14   | Eddy Roy-Balummel      |
| 15   |                        |
| 16   |                        |

| Pos. | Name                    |
| ---- | ----------------------- |
| 1    | Christophe Rochus       |
| 2    | Leonardo Mayer          |
| 3    | Guillermo Cañas         |
| 4    | Daniel Muñoz de la Nava |
| 5    | Diego Hartfield         |
| 6    | Jean-René Lisnard       |
| 7    | Luis Horna              |
| 8    | Matthias Bachinger      |
| 9    | Adrian Ungur            |
| 10   | Dick Norman             |
| 11   | Petru-Alexandru Luncanu |
| 12   | Nicolas Reissig         |
| 13   | Ralph Regus             |
| 14   |                         |
| 15   |                         |
| 16   |                         |

| Pos. | Name                   |
| ---- | ---------------------- |
| 1    | Diego Junqueira        |
| 2    | Brian Dabul            |
| 3    | Laurent Recouderc      |
| 4    | Ricardo Hocevar        |
| 5    | Franco Ferreiro        |
| 6    | Juan-Martín Aranguren  |
| 7    | Gianluca Naso          |
| 8    | Alberto Brizzi         |
| 9    | Francesco Aldi         |
| 10   | Dennis van Scheppingen |
| 11   | Sven André             |
| 12   | Pascal Wilkat          |
| 13   | Kevin Klerkx           |
| 14   | Niclas Nienhuysen      |
| 15   |                        |
| 16   |                        |

| Pos. | Name                  |
| ---- | --------------------- |
| 1    | Philipp Kohlschreiber |
| 2    | Rainer Schüttler      |
| 3    | Philipp Petzschner    |
| 4    | Simone Bolelli        |
| 5    | Steve Darcis          |
| 6    | Simon Greul           |
| 7    | Jiří Vaněk            |
| 8    | Florian Mayer         |
| 9    | Dominik Meffert       |
| 10   | Alexander Waske       |
| 11   | Michal Mertiňák       |
| 12   | Leif Berger           |
| 13   | Jaroslav Levinský     |
| 14   |                       |
| 15   |                       |
| 16   |                       |

| Pos. | Name                     |
| ---- | ------------------------ |
| 1    | Albert Montañés          |
| 2    | Fabrice Santoro          |
| 3    | Mischa Zverev            |
| 4    | Guillermo García López   |
| 5    | Martín Vassallo Argüello |
| 6    | Jewgeni Koroljow         |
| 7    | Alberto Martín           |
| 8    | Pablo Andújar            |
| 9    | Pere Riba                |
| 10   | Jonas Björkman           |
| 11   | Rogier Wassen            |
| 12   | Óscar Sabate Bretos      |
| 13   | Maximilian Scheiter      |
| 14   | Moritz von Arnim         |
| 15   |                          |
| 16   |                          |

| Pos. | Name              |
| ---- | ----------------- |
| 1    | Kristof Vliegen   |
| 2    | Lukáš Rosol       |
| 3    | Jan Hájek         |
| 4    | Jiří Novák        |
| 5    | Armin Sandbichler |
| 6    | Michal Navrátil   |
| 7    | Dušan Lojda       |
| 8    | Michal Tabara     |
| 9    | Jan Mašík         |
| 10   | Andreas Leipert   |
| 11   | Robin Štork       |
| 12   | Albert Wagner     |
| 13   | Michael Bogner    |
| 14   | Sebastian Wagner  |
| 15   |                   |
| 16   |                   |

| Pos. | Name                  |
| ---- | --------------------- |
| 1    | Máximo González       |
| 2    | Potito Starace        |
| 3    | Marcel Granollers     |
| 4    | Robin Haase           |
| 5    | Daniel Gimeno Traver  |
| 6    | Flavio Cipolla        |
| 7    | Jesse Huta Galung     |
| 8    | Tomas Tenconi         |
| 9    | Andreas Haider-Maurer |
| 10   | Matwé Middelkoop      |
| 11   | Antonio Comporto      |
| 12   | Tristan Hallmann      |
| 13   | Bastian Trinker       |
| 14   | Max Hertl             |
| 15   |                       |
| 16   |                       |

| Pos. | Name                  |
| ---- | --------------------- |
| 1    | Viktor Troicki        |
| 2    | Marc Gicquel          |
| 3    | Jarkko Nieminen       |
| 4    | Óscar Hernández       |
| 5    | Andrei Pavel          |
| 6    | Marcos Daniel         |
| 7    | Rubén Ramírez Hidalgo |
| 8    | Santiago Ventura      |
| 9    | Dominik Hrbatý        |
| 10   | Alessio di Mauro      |
| 11   | Thiemo de Bakker      |
| 12   | Christopher Kas       |
| 13   | Nico Schinke          |
| 14   |                       |
| 15   |                       |
| 16   |                       |

| Pos. | Name                 |
| ---- | -------------------- |
| 1    | Jürgen Melzer        |
| 2    | Janko Tipsarević     |
| 3    | Björn Phau           |
| 4    | Benjamin Becker      |
| 5    | Benedikt Dorsch      |
| 6    | Denis Gremelmayr     |
| 7    | Juan Pablo Brzezicki |
| 8    | Simon Stadler        |
| 9    | Alexander Peya       |
| 10   | Adrian Cruciat       |
| 11   | Marc López           |
| 12   | Marcello Craca       |
| 13   | Philipp Greuell      |
| 14   | Philipp Böttcher     |
| 15   |                      |
| 16   |                      |

| Pos. | Name                  |
| ---- | --------------------- |
| 1    | Igor Kunizyn          |
| 2    | Fabio Fognini         |
| 3    | Nicolas Devilder      |
| 4    | Iván Navarro          |
| 5    | Thiago Alves          |
| 6    | Pablo Santos González |
| 7    | Éric Prodon           |
| 8    | Kristian Pless        |
| 9    | Andre Begemann        |
| 10   | Franz Stauder         |
| 11   | Jan-Henrik Langhorst  |
| 12   | Gunnar Hildebrand     |
| 13   |                       |
| 14   |                       |
| 15   |                       |
| 16   |                       |

## Ergebnisse
| Datum/Uhrzeit        | Heimmannschaft          | Gastmannschaft          | Matches | Sätze | Spiele |
| -------------------- | ----------------------- | ----------------------- | ------- | ----- | ------ |
| Fr. 3. Juli 13:00    | Bremerhavener TV 1905   | Kurhaus Lambertz Aachen | 0:6     | 1:12  | 45:73  |
| Fr. 3. Juli 13:00    | HTC Blau-Weiß Krefeld   | TV Espelkamp-Mittwald   | 3:3     | 6:7   | 55:60  |
| Fr. 3. Juli 13:00    | Rochusclub Düsseldorf   | ETuF Essen              | 5:1     | 11:3  | 68:53  |
| Fr. 3. Juli 13:00    | TC Blau-Weiß Neuss      | TC Blau-Weiß Halle      | 1:5     | 3:11  | 49:73  |
| Fr. 3. Juli 13:00    | TK Grün-Weiss Mannheim  | TC Amberg am Schanzl    | 5:1     | 10:2  | 68:42  |
| So. 5. Juli 11:00    | Rochusclub Düsseldorf   | Bremerhavener TV 1905   | 6:0     | 12:2  | 70:33  |
| So. 5. Juli 11:00    | ETuF Essen              | HTC Blau-Weiß Krefeld   | 2:4     | 8:8   | 72:66  |
| So. 5. Juli 11:00    | TV Espelkamp-Mittwald   | TC Amberg am Schanzl    | 2:4     | 5:10  | 48:64  |
| So. 5. Juli 11:00    | TC Blau-Weiß Halle      | TK Grün-Weiss Mannheim  | 5:1     | 11:5  | 68:60  |
| So. 5. Juli 11:00    | Kurhaus Lambertz Aachen | TC Blau-Weiß Neuss      | 4:2     | 9:5   | 66:51  |
| So. 12. Juli 11:00   | TC Amberg am Schanzl    | Rochusclub Düsseldorf   | 3:3     | 9:7   | 65:60  |
| So. 12. Juli 11:00   | Bremerhavener TV 1905   | ETuF Essen              | 2:4     | 5:8   | 56:62  |
| So. 12. Juli 11:00   | TC Blau-Weiß Neuss      | HTC Blau-Weiß Krefeld   | 4:2     | 8:7   | 56:59  |
| So. 12. Juli 11:00   | TK Grün-Weiss Mannheim  | TV Espelkamp-Mittwald   | 5:1     | 10:4  | 71:51  |
| So. 12. Juli 11:00   | TC Blau-Weiß Halle      | Kurhaus Lambertz Aachen | 2:4     | 5:9   | 55:63  |
| So. 19. Juli 11:00   | Kurhaus Lambertz Aachen | Rochusclub Düsseldorf   | 3:3     | 7:7   | 61:56  |
| So. 19. Juli 11:00   | ETuF Essen              | TK Grün-Weiss Mannheim  | 4:2     | 9:6   | 61:60  |
| So. 19. Juli 11:00   | TV Espelkamp-Mittwald   | TC Blau-Weiß Halle      | 1:5     | 4:11  | 44:67  |
| So. 19. Juli 11:00   | TC Amberg am Schanzl    | TC Blau-Weiß Neuss      | 4:2     | 10:4  | 68:45  |
| So. 19. Juli 11:00   | HTC Blau-Weiß Krefeld   | Bremerhavener TV 1905   | 3:3     | 7:6   | 63:54  |
| Fr. 24. Juli 13:00   | Bremerhavener TV 1905   | TC Blau-Weiß Halle      | 2:4     | 4:9   | 58:67  |
| Fr. 24. Juli 13:00   | HTC Blau-Weiß Krefeld   | TC Amberg am Schanzl    | 1:5     | 3:11  | 58:72  |
| Fr. 24. Juli 13:00   | Rochusclub Düsseldorf   | TV Espelkamp-Mittwald   | 3:3     | 7:7   | 57:60  |
| Fr. 24. Juli 13:00   | TC Blau-Weiß Neuss      | ETuF Essen              | 2:4     | 6:9   | 57:66  |
| Fr. 24. Juli 13:00   | TK Grün-Weiss Mannheim  | Kurhaus Lambertz Aachen | 2:4     | 5:10  | 59:74  |
| So. 26. Juli 11:00   | TC Blau-Weiß Halle      | HTC Blau-Weiß Krefeld   | 5:1     | 11:3  | 73:53  |
| So. 26. Juli 11:00   | TC Blau-Weiß Neuss      | Bremerhavener TV 1905   | 4:2     | 10:6  | 63:50  |
| So. 26. Juli 11:00   | Kurhaus Lambertz Aachen | TC Amberg am Schanzl    | 6:0     | 12:1  | 71:31  |
| So. 26. Juli 11:00   | ETuF Essen              | TV Espelkamp-Mittwald   | 4:2     | 10:5  | 70:48  |
| So. 26. Juli 11:00   | Rochusclub Düsseldorf   | TK Grün-Weiss Mannheim  | 2:4     | 7:9   | 59:63  |
| So. 2. August 11:00  | HTC Blau-Weiß Krefeld   | Kurhaus Lambertz Aachen | 3:3     | 6:8   | 47:62  |
| So. 2. August 11:00  | TV Espelkamp-Mittwald   | TC Blau-Weiß Neuss      | 4:2     | 9:5   | 67:63  |
| So. 2. August 11:00  | TK Grün-Weiss Mannheim  | Bremerhavener TV 1905   | 5:1     | 10:2  | 69:39  |
| So. 2. August 11:00  | TC Amberg am Schanzl    | ETuF Essen              | 3:3     | 7:6   | 56:48  |
| So. 2. August 11:00  | TC Blau-Weiß Halle      | Rochusclub Düsseldorf   | 3:3     | 6:9   | 49:69  |
| So. 9. August 11:00  | Rochusclub Düsseldorf   | TC Blau-Weiß Neuss      | 5:1     | 10:3  | 62:43  |
| So. 9. August 11:00  | TK Grün-Weiss Mannheim  | HTC Blau-Weiß Krefeld   | 2:4     | 5:9   | 62:69  |
| So. 9. August 11:00  | TV Espelkamp-Mittwald   | Kurhaus Lambertz Aachen | 1:5     | 5:11  | 61:69  |
| So. 9. August 11:00  | Bremerhavener TV 1905   | TC Amberg am Schanzl    | 6:0     | 12:2  | 66:37  |
| So. 9. August 11:00  | ETuF Essen              | TC Blau-Weiß Halle      | 2:4     | 5:8   | 40:61  |
| Sa. 15. August 13:00 | TC Amberg am Schanzl    | TC Blau-Weiß Halle      | 3:3     | 8:8   | 61:64  |
| Sa. 15. August 13:00 | HTC Blau-Weiß Krefeld   | Rochusclub Düsseldorf   | 1:5     | 5:10  | 56:60  |
| Sa. 15. August 13:00 | TC Blau-Weiß Neuss      | TK Grün-Weiss Mannheim  | 5:1     | 10:5  | 68:55  |
| Sa. 15. August 13:00 | Bremerhavener TV 1905   | TV Espelkamp-Mittwald   | 4:2     | 8:4   | 63:52  |
| Sa. 15. August 13:00 | Kurhaus Lambertz Aachen | ETuF Essen              | 5:1     | 11:3  | 68:37  |